# West Dunbartonshire
West Dunbartonshire är en av Skottlands kommuner. West Dunbartonshire gränsar till Argyll and Bute, Stirling, East Dunbartonshire, Glasgow och Renfrewshire. Då kommunen upprättades hette den Dumbarton and Clydebank efter de två distrikten som till största delen slogs ihop till kommunen.
Centralorten heter Dumbarton vilket ofta skapar förvirring eftersom staden stavas med m och kommunen med n. Orsaken till detta är att n:et i det gaeliska Dùn Breatainn byttes ut mot ett m när det översattes till Dumbarton på engelska. Grevskapet Dumbartonshire fick namn efter staden, men bytte tillbaka till ursprungsstavningen i början av 1900-talet. Därefter har kommunen fått namn efter grevskapet.
Kommunen består av tre huvuddelar: Dumbarton, Clydebank (den största staden) och Vale of Leven.
Insjön Loch Lomond ligger delvis i West Dunbartonshire.

## Orter
- Alexandria
- Balloch, Bonhill, Bowling
- Clydebank
- Dumbarton
- Duntocher
- Hardgate
- Jamestown
- Milton
- Old Kilpatrick
- Townend